# Jan Vertonghen
Jan Vertonghen (prononcé en néerlandais : [ˈjɑn vərˈtɔŋə(n)]), né le 24 avril 1987 à Saint-Nicolas en Belgique, est un footballeur international belge, aujourd'hui retraité, qui joue au poste de défenseur.
Vertonghen est formé au KFC Germinal Beerschot Anvers. Il rejoint par la suite l'Ajax Amsterdam.
Il connaît un beau début de carrière, remportant une Coupe des Pays-Bas en 2010 ainsi que deux titres de champions en 2011 et 2012. Il est également élu meilleur joueur du championnat néerlandais en 2012. 
La même année, il est transféré à Tottenham Hotspur et s'impose comme étant l'un des meilleurs défenseurs de Premier League. Il atteint la finale de la Ligue des champions en 2019. Il quitte le club londonien en 2020 au bout de huit saisons. Il rejoint plus tard le Benfica Lisbonne et Anderlecht.
En sélection nationale belge, il participe à trois Coupe du monde en 2014, 2018 et 2022 ainsi que du Championnat d'Europe en 2016, 2020 et 2024. Il est le joueur le plus capé de l'équipe de Belgique.

## Biographie

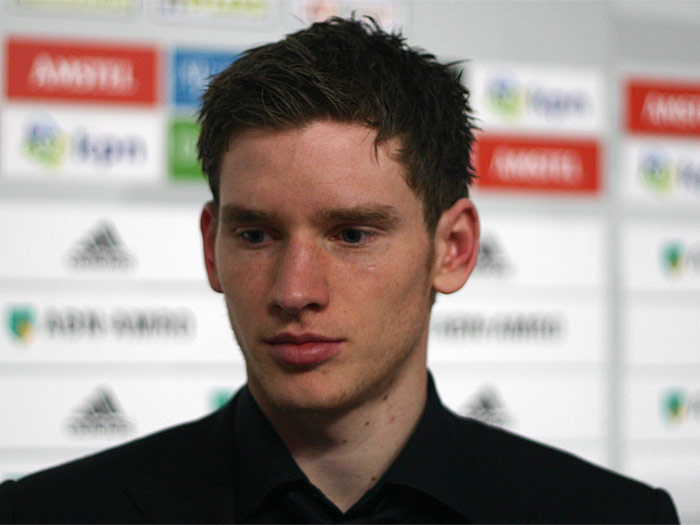
Jan Vertonghen en 2008.

### Jeunesse
Jan Vertonghen est né le 24 avril 1987 à Saint-Nicolas, ville néerlandophone de Belgique en Flandre-Orientale. Il est le fils de Ria Mattheeuws et de Paul Vertonghen. Il a deux frères, Ward et Lode, footballeurs également. Jan Vertonghen a joué durant son enfance pour le VK Tielrode et le Germinal Beerschot.

### Ajax Amsterdam

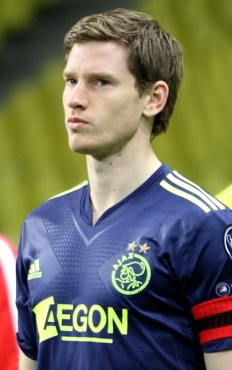
Vertonghen avec l'Ajax en 2011

En 2003, Jan Vertonghen déménage aux Pays-Bas et signe un contrat pour le centre de formation de l'Ajax Amsterdam. Il a d'abord été formé en tant que milieu de terrain avant d'être utilisé en tant que défenseur central. Il se fait pour la première fois connaître lors d'un match de Coupe des Pays-Bas lors de l'édition 2005-2006 alors qu'il joue avec le Jong Ajax, l'équipe réserve de l'Ajax. Lors d'un match de Coupe contre le SC Cambuur, il inscrit un doublé. Cependant, le deuxième but n'était pas volontaire, il a été marqué alors qu'il voulait dégager à la suite de la blessure d'un joueur du SC Cambuur. À la suite de ce but, les joueurs du Jong Ajax ont laissé ceux du SC Cambuur en marquer un en retour pour compenser.
Il inscrit son premier but avec l'Ajax lors d'une rencontre de championnat contre le Willem II Tilburg, le 8 décembre 2007. Son équipe s'impose par trois buts à deux ce jour-là.

### Tottenham Hotspur
Alors qu'il entre dans sa dernière année de contrat, le capitaine de l'Ajax est transféré à Tottenham Hotspur le 12 juillet 2012, il signe un contrat de 4 ans contre 12 millions d'euros.

#### Saison 2012-2013
Jan Vertonghen dispute son premier match avec les Spurs le 25 août 2012 face à West Bromwich Albion (1-1). Il inscrit son premier but avec Tottenham en League Cup face à Carlisle United (victoire 0-3). Le 16 décembre, il marque son premier but en Premier League face à Swansea City à White Hart Lane (1-0).
Le 7 mars 2013, il inscrit un but de la tête contre l'Inter Milan en Ligue Europa, Tottenham remporte le match aller des huitièmes de finale 3-0. Trois jours plus tard, il inscrit son premier doublé pour Tottenham contre Liverpool. Son équipe s'inclinera malgré tout 3-2 face aux "Reds". Le 30 mars, il inscrit encore un but et donne une passe décisive à Gareth Bale face à Swansea. Ce mois exceptionnel lui vaut le trophée du meilleur joueur du mois du championnat d'Angleterre. Le 28 avril de la même année, il est nommé dans l'équipe-type de la Premier League 2012-2013 aux côtés de son compatriote Eden Hazard.
Surnommé "Sterke Jan" pour son autorité et sa combativité, il fait toujours preuve d'une mentalité exemplaire et est le troisième capitaine de l'équipe nationale derrière Eden Hazard et Vincent Kompany. Il est également surnommé "Super Jan Vertonghen" en raison de sa célébration où il imite Clark Kent/Superman ouvrant sa chemise.

#### Saison 2013-2014
Lors d'un match de Coupe de la Ligue avec Aston Villa en septembre, l'attaquant de Villa Nicklas Helenius a gagné en notoriété lorsque Vertonghen a baissé son short alors qu'il tirait au but, ce qui a révélé son slip blanc serré. Après un incident le match suivant avec Chelsea qui a fait expulser Fernando Torres, l'entraîneur de Chelsea José Mourinho a pensé que Vertonghen n'aurait pas dû jouer à cause de l'incident d'Helenius dans lequel il a déclaré que Vertonghen avait laissé l'attaquant "nu".
Tottenham Hotspur commence sa saison en Premier League en comptant 7 clean sheets en 14 rencontres, notamment grâce à la solidité défensive de Vertonghen. Cependant en décembre, le défenseur belge est victime d'une blessure à la malléole et manque la moitié du mois de décembre et la totalité du mois de janvier avant de faire son retour face à Hull City (1-1). Il porte le brassard de capitaine pour la première fois le 12 février 2014 lors d'une écrasante victoire face à Newcastle United à St James' Park (0-4). Il se reblesse, cette fois-ci face à Liverpool le 30 mars 2014 et manque tous les derniers matchs de la saison.

#### Saison 2014-2015

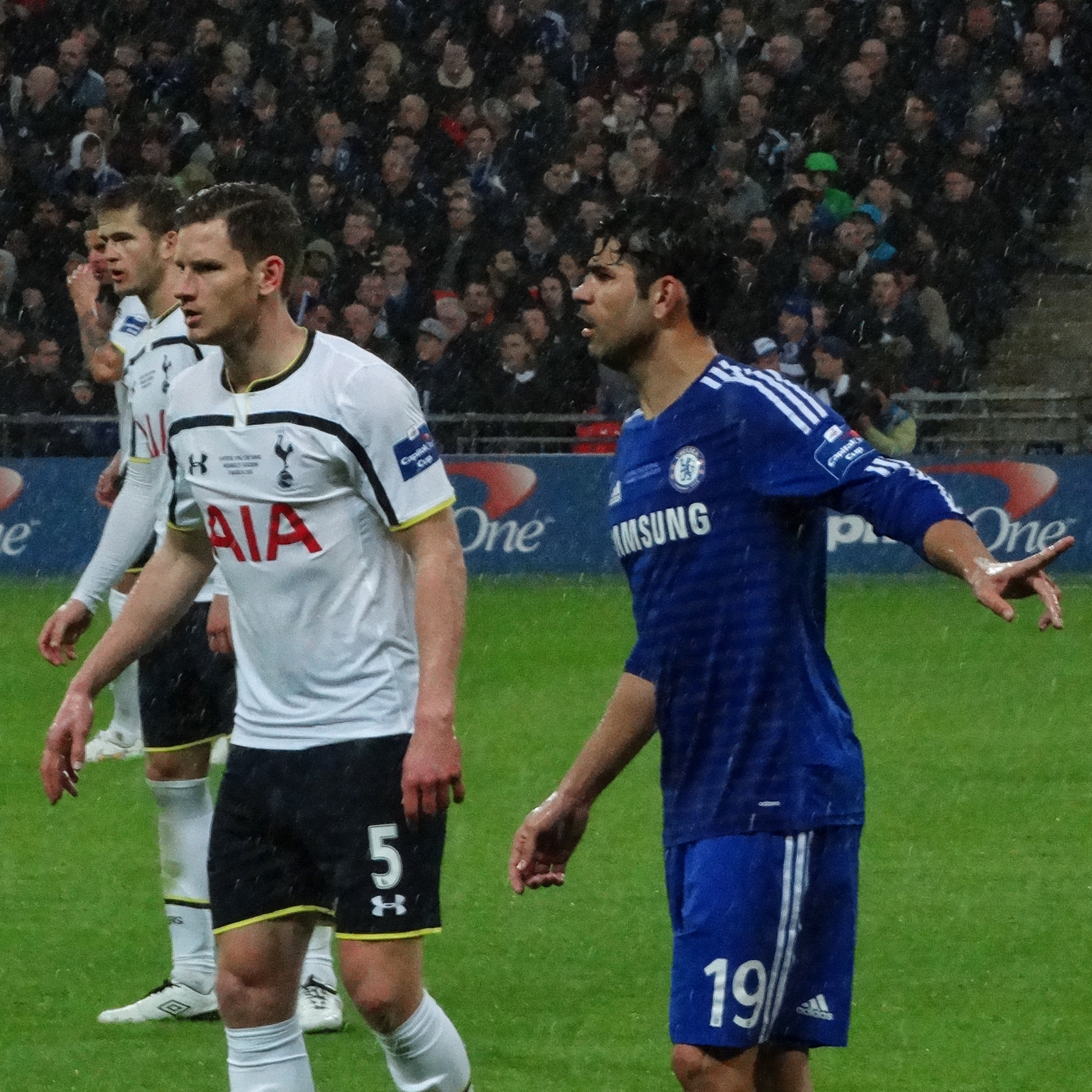
Jan Vertonghen face à Diego Costa lors de la finale de la League Cup le 1er mars 2015.

Jan Vertonghen fait son retour à la compétition lors de la 2e journée du championnat d'Angleterre contre les Queen's Park Rangers à White Hart Lane (4-0). Le 6 novembre 2014, à la suite de la suspension de Hugo Lloris, Vertonghen porte le brassard de capitaine lors de la victoire en Ligue Europa face à l'Asteras Tripolis (1-2).
Si son coach Mauricio Pochettino lui préfère Younès Kaboul et Federico Fazio, Vertonghen finit par s'imposer comme titulaire dans la défense des Spurs aux dépens de Kaboul. Le défenseur belge dispute tous les matchs de League Cup entièrement, y compris la finale perdue contre le Chelsea FC à Wembley (2-0).

#### Saison 2015-2016
Jan Vertonghen retrouve son ancien coéquipier belge de l'Ajax Amsterdam en défense, Toby Alderweireld. Les deux Belges forment un duo extrêmement efficace, ne perdant qu'un seul de leurs dix premiers matchs disputés ensemble et totalisant quatre clean sheets. Cependant, en janvier 2016, Vertonghen se blesse au genou et manque deux mois de compétition avant de faire son retour face à Manchester United, contribuant grâce à sa solidité en défense, à la première victoire de Tottenham sur les Red Devils à White Hart Lane depuis 2001 (3-0). Son duo avec Alderweireld est efficace puisque Tottenham termine meilleure défense du championnat avec 35 buts encaissés, et termine à la 3e place du classement pour la première fois depuis 1990.

#### Saison 2016-2017
La saison 2016-2017 ne commence pas très bien pour Tottenham qui est rapidement éliminé de la Ligue des champions dès la phase de groupes, terminant 3e derrière le Bayer Leverkusen et l'AS Monaco. Le club londonien est alors reversé en Ligue Europa et est éliminé dès les 16e de finale par le club belge de la Gantoise (3-2 au score cumulé).
Cependant, en Premier League, Tottenham impressionne, restant invaincu à domicile pour sa dernière année à White Hart Lane (17 victoires, 2 nuls), notamment grâce à son duo Vertonghen-Alderweireld toujours aussi efficace (13 clean sheets à domicile). Jan Vertonghen signe un nouveau contrat avec les Spurs jusqu'en 2019 mais s'est blessé au ligament de la cheville à la mi-janvier, faisant son retour lors du 5e tour de la FA Cup face à Fulham (victoire 0-3). Face à Swansea City le 5 avril 2017, en raison des absences de Hugo Lloris et de Harry Kane, Vertonghen est nommé capitaine lors de la victoire des siens (1-3). À la fin de la saison, le club du nord de Londres termine à la 2e place du championnat et bat son record défensif datant de la saison 1908-1909 qui était de 32 buts encaissés contre 26 buts encaissés cette saison, notamment grâce à une grande solidité défensive. Jan Vertonghen est alors considéré comme étant l'un des meilleurs défenseurs du championnat anglais.

#### Saison 2017-2018
En Ligue des champions, Tottenham se retrouve dans le groupe H accompagné de l'Apoel Nicosie, du Borussia Dortmund et du Real Madrid, champion d'Europe en titre. Lors du premier match de poule contre le club allemand, Jan Vertonghen est expulsé après avoir pris deux cartons jaunes malgré la victoire (3-1). Le club londonien termine premier de son groupe devant le champion d'Europe mais est éliminé en huitièmes de finale face à la Juventus de Turin (3-4 au score cumulé).
Le 7 janvier 2018, lors du 3e tour de la FA Cup contre Wimbledon, Jan Vertonghen marque un but d'une frappe de 30 mètres, marquant pour la première fois depuis octobre 2013 et un but en Ligue Europa contre Shériff Tiraspol. À la fin de la saison, il figure pour la deuxième fois de sa carrière dans l'équipe-type du championnat anglais et est élu joueur de l'année de Tottenham Hotspur.

#### Saison 2018-2019
Il ne faut que 8 minutes de jeu lors de la première journée du championnat face à Newcastle United pour voir Jan Vertonghen marquer son premier but en Premier League depuis mars 2013 pour permettre à Tottenham de s'imposer (1-2). Il se blesse aux ischio-jambiers lors de la victoire face à Huddersfield (0-2) et fait son retour en Ligue des champions contre l'Inter Milan (1-0). En décembre 2018, Vertonghen prolonge son contrat d'une année avec les Spurs.
Le 13 février 2019, il distribue une passe décisive à Son et inscrit un but contre le Borussia Dortmund en Ligue des Champions, contribuant à la victoire de son équipe (3-0). Ce qui lui vaut d'être nommé homme du match et de figurer dans l'équipe de la semaine de la compétition. L'équipe atteint la finale où elle affronte le Liverpool FC mais s'incline par deux buts à zéro.

#### Saison 2019-2020
Le 15 décembre 2019, le défenseur belge inscrit le but de la victoire dans les arrêts de jeu du match face à Wolverhampton Wanderers en reprenant un corner de Christian Eriksen de la tête (1-2). Son nouvel entraîneur José Mourinho lui donne de moins en moins de temps de jeu au profit d'une charnière centrale Alderweireld-Sánchez. Cela n'empêche pas le défenseur belge d'être décisif, ouvrant le score face à Norwich City en FA Cup (1-1, défaite 2-3 aux tirs au but).
Le 27 juillet 2020, Vertonghen ne prolongera pas avec Tottenham. Le Belge s'est rapidement imposé comme le patron de la défense des Spurs. Certes, pas de trophées collectifs, mais une finale de Ligue des champions, deux apparitions dans l’équipe de la saison en Premier League (2013 et 2018) et une apparition dans l’équipe type de la C1 (2019).

### Benfica Lisbonne

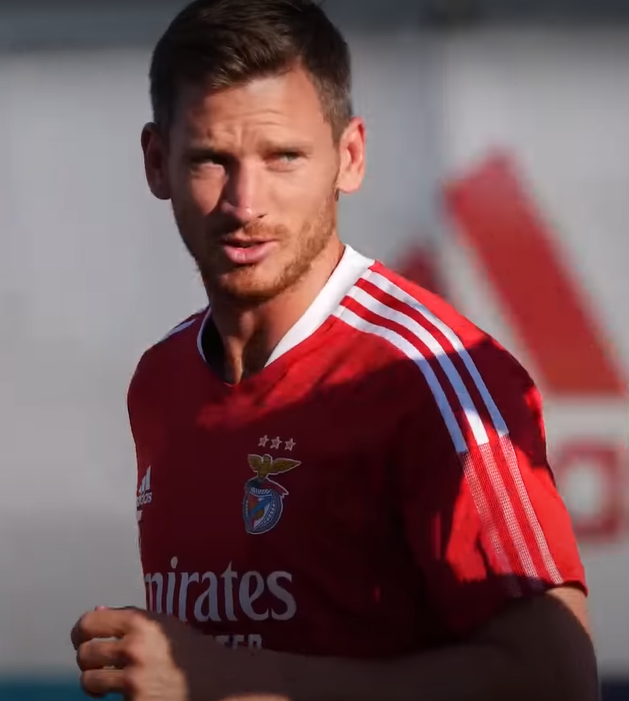
Jan Vertonghen en 2021 avant le match Benfica - Victoria Guimarães.

En fin de contrat à Tottenham à l'été 2020, Jan Vertonghen se voit courtisé par de nombreux clubs et il est annoncé notamment en Italie du côté de l'AS Rome ou encore de l'ACF Fiorentina mais c'est finalement vers le Portugal qu'il se tourne, s'engageant le 14 août 2020 au Benfica Lisbonne pour trois saisons le joueur était alors libre de tout contrat, sa valeur marchande dépassait les 15 millions d'euros.
Il joue son premier match sous ses nouvelles couleurs le 18 septembre 2020, lors de la première journée de la saison 2020-2021 de Liga Nos face au FC Famalicão. Il est titulaire lors de cette rencontre remportée largement par son équipe sur le score de cinq buts à un. Le 3 décembre 2020 il marque son premier but en ouvrant le score face au Lech Poznan dans le cadre de la cinquième journée de Ligue Europa, son équipe remporte finalement le match (4-0).
Durant la saison 2020/2021 il sera victime comme de nombreux joueurs de Benfica d'une infection au Covid-19, du 19 au 27 janvier 2021, il rate deux matchs, contre Braga et le CD National où des grands manques défensifs seront aperçu notamment dû a son absence.
Il quitte le club portugais avec 89 matchs joués, 1 but inscrit et deux passes décisives délivrées. Les supporters du club lui donneront le surnom de « Super Jan » de par ses bonnes performances pour le club de la capitale.

### RSC Anderlecht

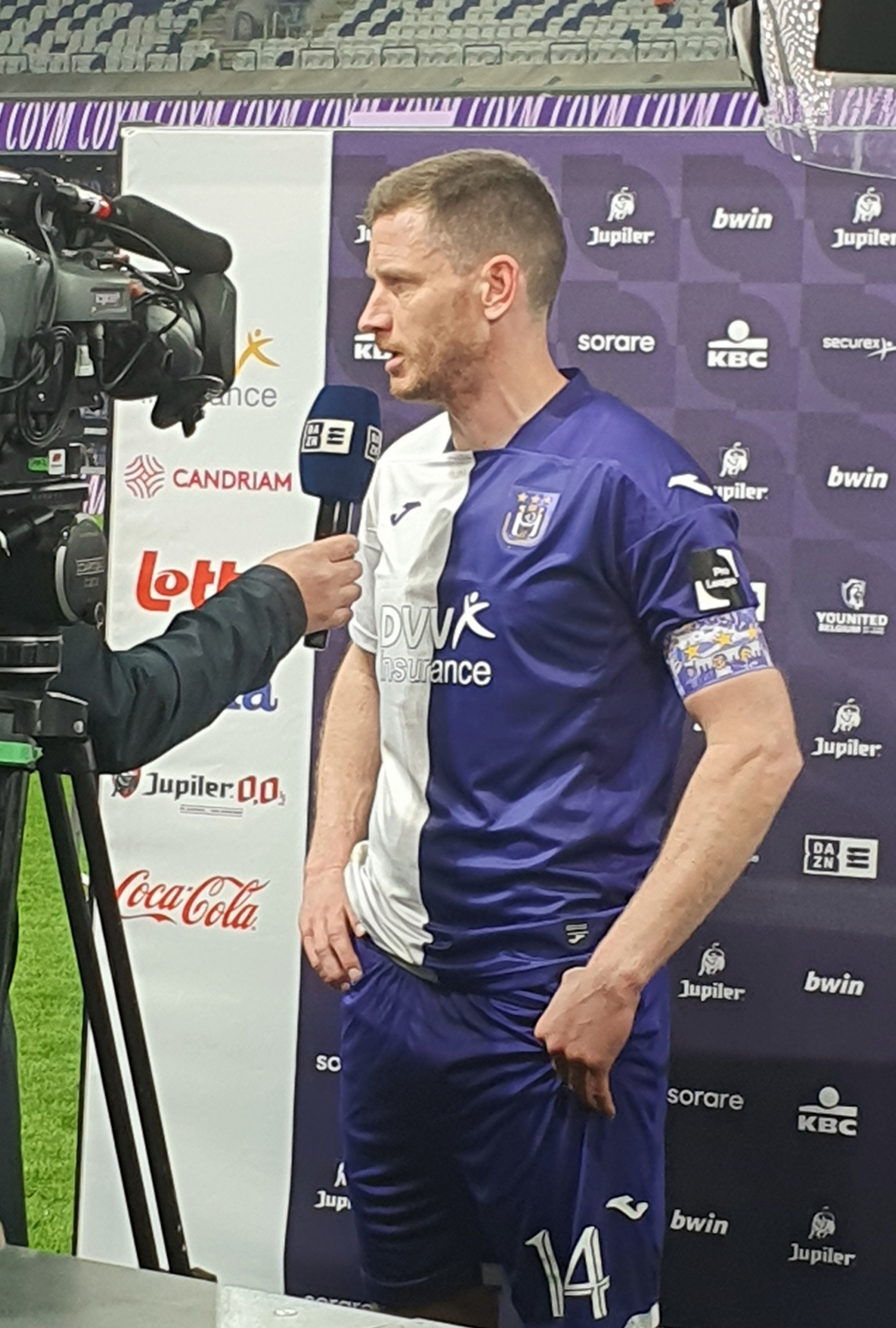
Jan Vertonghen avec le RSC Anderlecht en mars 2024.

À la suite d'un manque de temps de jeu au Benfica en début de saison 2022-2023, Jan Verthongen signe en faveur du RSC Anderlecht, club le plus titré du royaume, pour deux saisons. Il s'agit de sa première expérience dans le championnat belge. Sa venue est officialisée le 2 septembre 2022, dernier jour du mercato d'été, dans les médias belges et sur les réseaux sociaux du club bruxellois.
Vertonghen inscrit son premier but pour Anderlecht le 18 septembre 2022, lors d'une rencontre de championnat face au KV Courtrai. Titulaire, il participe à la victoire de son équipe ce jour-là par quatre buts à un.
Juste avant le début de la saison 2023-2024, Vertonghen est nommé capitaine du RSC Anderlecht. En juillet 2024, il prolonge son contrat d'une saison supplémentaire.
Le 25 mars 2025, Vertonghen annonce qu'il met un terme à sa carrière professionnelle à l'issue de la saison 2024-2025.

### En sélections nationales

#### En catégories jeunes
Jan Vertonghen sélectionné avec l'équipe de Belgique espoirs pour participer au championnat d'Europe Espoirs 2007 aux Pays-Bas.

#### En équipe première

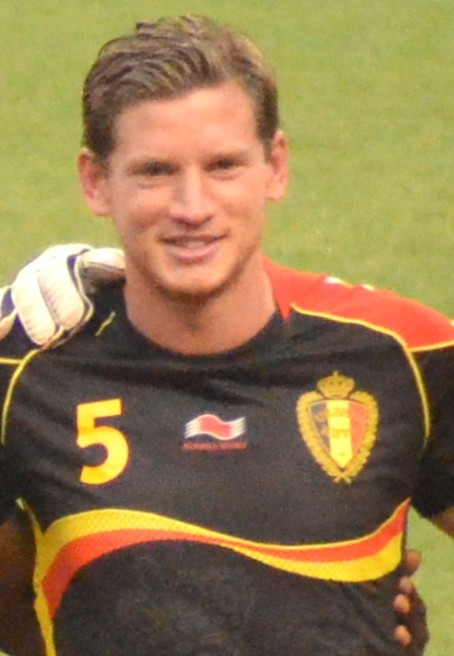
Jan Vertonghen avec les Diables Rouges en 2013.

Le 2 juin 2007, Jan Vertonghen honore sa première sélection avec les « Diables Rouges » face au Portugal. Il inscrit son premier but en équipe nationale en août 2009 lors d'un match amical face à la République tchèque, perdu 1-3. En mars 2011, Il marque un second but face à l'Azerbaïdjan lors d'un match de qualification pour l'Euro 2012, remporté 4-1. En août 2012, il inscrit son troisième but face aux Pays-Bas lors d'un match amical remporté 4-2. En septembre 2012, il marque le 2-0 face au Pays de Galles sur coup franc, tiré dans la lucarne droite du gardien lors du premier match de qualification pour le mondial 2014.

##### Coupe du monde 2014
Le 26 juin 2014, il inscrit le but de la victoire face à la Corée du Sud, en Coupe du monde, amenant la Belgique en tête de sa poule avec 9 points sur 9 possibles. Joueur de caractère avec un tempérament de vainqueur, il est le "troisième capitaine" de l'équipe, derrière Vincent Kompany et Eden Hazard. Vertonghen voit sa sélection éliminée en quart de finale contre l'Argentine, futur finaliste de l'édition. Les Belges perdent le match 1-0 sur un but de Gonzalo Higuaín.

##### Euro 2016
Présent lors de l'Euro 2016, il dispute les trois rencontres de la phase de poules puis le huitième de finale avec sa sélection. Il est ensuite forfait pour le reste de la compétition en raison d'une blessure à une cheville. Malgré un but de Radja Nainggolan, les Diables rouges sont éliminés en quart de finale contre le pays de Galles sur un score de 3-1. Ashley Williams, Hai Robson-Kanu et Sam Vokes sont les buteurs côté gallois.

##### Coupe du monde 2018
Il est sélectionné par Roberto Martinez pour disputer la Coupe du monde 2018 en Russie. Il dispute les sept matches avec les Diables Rouges. Le 2 juillet 2018, Vertonghen marque un but de la tête contre le Japon. Les Diables Rouges finissent troisième du tournoi et remportent la médaille de bronze, après une victoire 2-0 face à l'équipe d'Angleterre.

##### Euro 2020
Jan Vertonghen fut convoqué par Roberto Martínez pour participer à l'Euro 2020. Les Belges s'inclinent en quart de finale contre l'Italie, futur vainqueur de l'édition.

##### Coupe du monde 2022
Le 10 novembre 2022, il est sélectionné par Roberto Martínez pour participer à la Coupe du monde 2022.

#### Euro 2024
Le 28 mai 2024, il est retenu parmi les 25 joueurs belges convoqués par Domenico Tedesco pour participer à l'Euro 2024. La Belgique est éliminée dès les huitièmes de finale face à la France (0-1) et, buteur malheureux contre son camp lors de cette rencontre, Vertonghen annonce peu de temps après via les réseaux sociaux qu'il prend sa retraite internationale.

## Statistiques

### En club
| Saison                | Club                  | Championnat           | Championnat | Championnat | Championnat | Coupe nationale | Coupe nationale | Coupe nationale | Coupe de la Ligue | Coupe de la Ligue | Coupe de la Ligue | Supercoupe | Supercoupe | Supercoupe | Compétition(s) continentale(s) | Compétition(s) continentale(s) | Compétition(s) continentale(s) | Compétition(s) continentale(s) | Autres compétitions | Autres compétitions | Autres compétitions | Autres compétitions | Total | Total | Total |
| Saison                | Club                  | Division              | M.          | B.          | P.d.        | M.              | B.              | P.d.            | M.                | B.                | P.d.              | M.         | B.         | P.d.       | Comp.                          | M.                             | B.                             | P.d.                           | Comp.               | M.                  | B.                  | P.d.                | M.    | B.    | P.d.  |
| 2006-2007             | RKC Waalwijk (prêt)   | Eredivisie            | 12          | 3           | 0           | 1               | 0               | 0               | -                 | -                 | -                 | -          | -          | -          | -                              | -                              | -                              | -                              | PO                  | 4                   | 0                   | 0                   | 17    | 3     | 0     |
| 2006-2007             | Ajax Amsterdam        | Eredivisie            | 3           | 0           | 0           | -               | -               | -               | -                 | -                 | -                 | -          | -          | -          | C1+C3                          | 1+2                            | 0+0                            | 0+0                            | -                   | -                   | -                   | -                   | 6     | 0     | 0     |
| 2007-2008             | Ajax Amsterdam        | Eredivisie            | 33          | 2           | 1           | 3               | 0               | 0               | -                 | -                 | -                 | -          | -          | -          | C1+C3                          | 1+0                            | 0+0                            | 0+0                            | -                   | -                   | -                   | -                   | 37    | 2     | 1     |
| 2008-2009             | Ajax Amsterdam        | Eredivisie            | 26          | 4           | 2           | 2               | 0               | 0               | -                 | -                 | -                 | -          | -          | -          | C3                             | 7                              | 1                              | 0                              | -                   | -                   | -                   | -                   | 35    | 5     | 2     |
| 2009-2010             | Ajax Amsterdam        | Eredivisie            | 32          | 3           | 4           | 7               | 0               | 1               | -                 | -                 | -                 | -          | -          | -          | C3                             | 10                             | 0                              | 0                              | -                   | -                   | -                   | -                   | 49    | 3     | 5     |
| 2010-2011             | Ajax Amsterdam        | Eredivisie            | 32          | 6           | 0           | 6               | 1               | 0               | -                 | -                 | -                 | -          | -          | -          | C1+C3                          | 9+4                            | 1+0                            | 0+0                            | -                   | -                   | -                   | -                   | 51    | 8     | 0     |
| 2011-2012             | Ajax Amsterdam        | Eredivisie            | 31          | 8           | 2           | 3               | 2               | 1               | -                 | -                 | -                 | -          | -          | -          | C1+C3                          | 6+2                            | 0+0                            | 0+0                            | -                   | -                   | -                   | -                   | 42    | 10    | 3     |
| Sous-total            | Sous-total            | Sous-total            | 157         | 23          | 9           | 21              | 3               | 2               | -                 | -                 | -                 | -          | -          | -          | -                              | 42                             | 2                              | 0                              | -                   | -                   | -                   | -                   | 220   | 28    | 11    |
| 2012-2013             | Tottenham Hotspur FC  | Premier League        | 34          | 5           | 3           | 1               | 0               | 0               | 2                 | 1                 | 0                 | -          | -          | -          | C3                             | 12                             | 1                              | 1                              | -                   | -                   | -                   | -                   | 49    | 7     | 4     |
| 2013-2014             | Tottenham Hotspur FC  | Premier League        | 23          | 0           | 0           | -               | -               | -               | 2                 | 0                 | 0                 | -          | -          | -          | C3                             | 8                              | 1                              | 0                              | -                   | -                   | -                   | -                   | 33    | 1     | 0     |
| 2014-2015             | Tottenham Hotspur FC  | Premier League        | 32          | 1           | 0           | 2               | 0               | 0               | 6                 | 0                 | 0                 | -          | -          | -          | C3                             | 7                              | 0                              | 0                              | -                   | -                   | -                   | -                   | 47    | 1     | 0     |
| 2015-2016             | Tottenham Hotspur FC  | Premier League        | 29          | 0           | 0           | -               | -               | -               | -                 | -                 | -                 | -          | -          | -          | C3                             | 4                              | 0                              | 0                              | -                   | -                   | -                   | -                   | 33    | 0     | 0     |
| 2016-2017             | Tottenham Hotspur FC  | Premier League        | 33          | 0           | 0           | 3               | 0               | 0               | -                 | -                 | -                 | -          | -          | -          | C1+C3                          | 5+1                            | 0+0                            | 0+0                            | -                   | -                   | -                   | -                   | 42    | 0     | 0     |
| 2017-2018             | Tottenham Hotspur FC  | Premier League        | 36          | 0           | 0           | 4               | 1               | 0               | 1                 | 0                 | 0                 | -          | -          | -          | C1                             | 6                              | 0                              | 1                              | -                   | -                   | -                   | -                   | 47    | 1     | 1     |
| 2018-2019             | Tottenham Hotspur FC  | Premier League        | 22          | 1           | 0           | 1               | 0               | 0               | 1                 | 0                 | 0                 | -          | -          | -          | C1                             | 10                             | 1                              | 1                              | -                   | -                   | -                   | -                   | 34    | 2     | 1     |
| 2019-2020             | Tottenham Hotspur FC  | Premier League        | 23          | 1           | 1           | 4               | 1               | 0               | -                 | -                 | -                 | -          | -          | -          | C1                             | 3                              | 0                              | 0                              | -                   | -                   | -                   | -                   | 30    | 2     | 1     |
| Sous-total            | Sous-total            | Sous-total            | 232         | 8           | 4           | 15              | 2               | 0               | 12                | 1                 | 0                 | -          | -          | -          | -                              | 56                             | 3                              | 3                              | -                   | -                   | -                   | -                   | 315   | 14    | 7     |
| 2020-2021             | SL Benfica            | Primeira Liga         | 28          | 0           | 0           | 3               | 0               | 0               | 1                 | 0                 | 0                 | 1          | 0          | 0          | C1+C3                          | 1+8                            | 0+1                            | 0+0                            | -                   | -                   | -                   | -                   | 42    | 1     | 0     |
| 2021-2022             | SL Benfica            | Primeira Liga         | 28          | 0           | 2           | 3               | 0               | 0               | 2                 | 0                 | 0                 | -          | -          | -          | C1                             | 13                             | 0                              | 1                              | -                   | -                   | -                   | -                   | 46    | 0     | 3     |
| 2022-2023             | SL Benfica            | Primeira Liga         | 1           | 0           | 0           | -               | -               | -               | -                 | -                 | -                 | -          | -          | -          | C1                             | 0                              | 0                              | 0                              | -                   | -                   | -                   | -                   | 1     | 0     | 0     |
| Sous-total            | Sous-total            | Sous-total            | 57          | 0           | 2           | 6               | 0               | 0               | 3                 | 0                 | 0                 | 1          | 0          | 0          | -                              | 22                             | 1                              | 1                              | -                   | -                   | -                   | -                   | 89    | 1     | 3     |
| 2022-2023             | RSC Anderlecht        | Division 1A           | 24          | 1           | 0           | 1               | 0               | 0               | -                 | -                 | -                 | -          | -          | -          | C4                             | 11                             | 1                              | 0                              | -                   | -                   | -                   | -                   | 36    | 2     | 0     |
| 2023-2024             | RSC Anderlecht        | Division 1A           | 27          | 3           | 2           | 2               | 0               | 0               | -                 | -                 | -                 | -          | -          | -          | -                              | -                              | -                              | -                              | PO1                 | 7                   | 0                   | 0                   | 36    | 3     | 2     |
| 2024-2025             | RSC Anderlecht        | Division 1A           | 4           | 0           | 0           | 1               | 0               | 0               | -                 | -                 | -                 | -          | -          | -          | C3                             | 1                              | 0                              | 0                              | PO1                 | 2                   | 0                   | 0                   | 8     | 0     | 0     |
| Sous-total            | Sous-total            | Sous-total            | 55          | 4           | 2           | 4               | 0               | 0               | -                 | -                 | -                 | -          | -          | -          | -                              | 12                             | 1                              | 0                              | -                   | 9                   | 0                   | 0                   | 80    | 5     | 2     |
| Total sur la carrière | Total sur la carrière | Total sur la carrière | 513         | 38          | 17          | 47              | 5               | 2               | 15                | 1                 | 0                 | 1          | 0          | 0          | -                              | 132                            | 7                              | 4                              | -                   | 13                  | 0                   | 0                   | 721   | 51    | 23    |

### En sélections nationales
| Saison                | Sélection             | Phases finales         | Phases finales | Phases finales | Phases finales | Éliminatoires CDM | Éliminatoires CDM | Éliminatoires CDM | Éliminatoires EURO | Éliminatoires EURO | Éliminatoires EURO | Ligue des Nations | Ligue des Nations | Ligue des Nations | Matchs amicaux | Matchs amicaux | Matchs amicaux | Total | Total | Total |
| Saison                | Sélection             | Compétition            | M              | B              | Pd             | M                 | B                 | Pd                | M                  | B                  | Pd                 | M                 | B                 | Pd                | M              | B              | Pd             | M     | B     | Pd    |
| --------------------- | --------------------- | ---------------------- | -------------- | -------------- | -------------- | ----------------- | ----------------- | ----------------- | ------------------ | ------------------ | ------------------ | ----------------- | ----------------- | ----------------- | -------------- | -------------- | -------------- | ----- | ----- | ----- |
| 2007-2008             | Belgique olympique    | JO 2008                | 6              | 0              | 0              | -                 | -                 | -                 | -                  | -                  | -                  | -                 | -                 | -                 | -              | -              | -              | 6     | 0     | 0     |
| 2006-2007             | Belgique              | -                      | -              | -              | -              | -                 | -                 | -                 | 2                  | 0                  | 0                  | -                 | -                 | -                 | -              | -              | -              | 2     | 0     | 0     |
| 2007-2008             | Belgique              | -                      | -              | -              | -              | -                 | -                 | -                 | 4                  | 0                  | 0                  | -                 | -                 | -                 | 2              | 0              | 0              | 6     | 0     | 0     |
| 2008-2009             | Belgique              | -                      | -              | -              | -              | 4                 | 0                 | 1                 | -                  | -                  | -                  | -                 | -                 | -                 | 2              | 0              | 0              | 6     | 0     | 1     |
| 2009-2010             | Belgique              | -                      | -              | -              | -              | 3                 | 0                 | 0                 | -                  | -                  | -                  | -                 | -                 | -                 | 5              | 1              | 0              | 8     | 1     | 0     |
| 2010-2011             | Belgique              | -                      | -              | -              | -              | -                 | -                 | -                 | 6                  | 1                  | 1                  | -                 | -                 | -                 | 3              | 0              | 0              | 9     | 1     | 1     |
| 2011-2012             | Belgique              | -                      | -              | -              | -              | -                 | -                 | -                 | 3                  | 0                  | 0                  | -                 | -                 | -                 | 4              | 0              | 0              | 7     | 0     | 0     |
| 2012-2013             | Belgique              | -                      | -              | -              | -              | 7                 | 1                 | 2                 | -                  | -                  | -                  | -                 | -                 | -                 | 4              | 1              | 0              | 11    | 2     | 2     |
| 2013-2014             | Belgique              | Coupe du monde 2014    | 5              | 1              | 0              | 3                 | 0                 | 0                 | -                  | -                  | -                  | -                 | -                 | -                 | 5              | 0              | 0              | 13    | 1     | 0     |
| 2014-2015             | Belgique              | -                      | -              | -              | -              | -                 | -                 | -                 | 6                  | 0                  | 1                  | -                 | -                 | -                 | 3              | 0              | 0              | 9     | 0     | 1     |
| 2015-2016             | Belgique              | Euro 2016              | 4              | 0              | 0              | -                 | -                 | -                 | 4                  | 0                  | 0                  | -                 | -                 | -                 | 4              | 1              | 0              | 12    | 1     | 0     |
| 2016-2017             | Belgique              | -                      | -              | -              | -              | 6                 | 0                 | 0                 | -                  | -                  | -                  | -                 | -                 | -                 | 4              | 0              | 1              | 10    | 0     | 1     |
| 2017-2018             | Belgique              | Coupe du monde 2018    | 6              | 1              | 0              | 4                 | 2                 | 0                 | -                  | -                  | -                  | -                 | -                 | -                 | 5              | 0              | 0              | 15    | 3     | 0     |
| 2018-2019             | Belgique              | -                      | -              | -              | -              | -                 | -                 | -                 | 4                  | 0                  | 0                  | 1                 | 0                 | 0                 | 1              | 0              | 0              | 6     | 0     | 0     |
| 2019-2020             | Belgique              | -                      | -              | -              | -              | -                 | -                 | -                 | 4                  | 0                  | 0                  | -                 | -                 | -                 | -              | -              | -              | 4     | 0     | 0     |
| 2020-2021             | Belgique              | Euro 2020              | 4              | 0              | 0              | 3                 | 0                 | 0                 | -                  | -                  | -                  | 4                 | 0                 | 0                 | 2              | 0              | 0              | 13    | 0     | 0     |
| 2021-2022             | Belgique              | Ligue des nations 2021 | 2              | 0              | 0              | 3                 | 0                 | 0                 | -                  | -                  | -                  | 3                 | 0                 | 0                 | -              | -              | -              | 8     | 0     | 0     |
| 2022-2023             | Belgique              | Coupe du monde 2022    | 3              | 0              | 0              | -                 | -                 | -                 | 2                  | 0                  | 0                  | 2                 | 0                 | 0                 | 2              | 0              | 0              | 9     | 0     | 0     |
| 2023-2024             | Belgique              | Euro 2024              | 3              | 0              | 0              | -                 | -                 | -                 | 5                  | 1                  | 0                  | -                 | -                 | -                 | 1              | 0              | 0              | 9     | 1     | 0     |
| Sous-total            | Sous-total            | Sous-total             | 27             | 2              | 0              | 33                | 3                 | 3                 | 40                 | 2                  | 2                  | 10                | 0                 | 0                 | 47             | 3              | 1              | 157   | 10    | 6     |
| Total sur la carrière | Total sur la carrière | Total sur la carrière  | 33             | 2              | 0              | 33                | 3                 | 3                 | 40                 | 2                  | 2                  | 10                | 0                 | 0                 | 47             | 3              | 1              | 163   | 10    | 6     |

### Matchs internationaux
| Matchs internationaux de Jan Vertonghen, | Matchs internationaux de Jan Vertonghen, | Matchs internationaux de Jan Vertonghen,                    | Matchs internationaux de Jan Vertonghen, | Matchs internationaux de Jan Vertonghen, | Matchs internationaux de Jan Vertonghen, | Matchs internationaux de Jan Vertonghen, | Matchs internationaux de Jan Vertonghen,                                        |
| #                                        | Date                                     | Lieu                                                        | Adversaire                               | Résultat                                 | Compétition                              | Club                                     | Notes                                                                           |
| ---------------------------------------- | ---------------------------------------- | ----------------------------------------------------------- | ---------------------------------------- | ---------------------------------------- | ---------------------------------------- | ---------------------------------------- | ------------------------------------------------------------------------------- |
| 1                                        | 2 juin 2007                              | Stade Roi Baudouin, Bruxelles, Belgique                     | Portugal                                 | D 1 - 2                                  | Éliminatoires de l'Euro 2008             | RKC Waalwijk                             | Titulaire.                                                                      |
| 2                                        | 6 juin 2007                              | Stade olympique, Helsinki, Finlande                         | Finlande                                 | D 0 - 2                                  | Éliminatoires de l'Euro 2008             | RKC Waalwijk                             | Titulaire.                                                                      |
| 3                                        | 12 septembre 2007                        | Stade central, Almaty, Kazakhstan                           | Kazakhstan                               | N 2 - 2                                  | Éliminatoires de l'Euro 2008             | Ajax Amsterdam                           | Entre en jeu à la place de Kevin Mirallas à la 63e minute de jeu.               |
| 4                                        | 17 octobre 2007                          | Stade Roi Baudouin, Bruxelles, Belgique                     | Arménie                                  | V 3 - 0                                  | Éliminatoires de l'Euro 2008             | Ajax Amsterdam                           | Entre en jeu à la place de Nicolas Lombaerts à la 83e minute de jeu.            |
| 5                                        | 17 novembre 2007                         | Stade de Silésie, Chorzów, Pologne                          | Pologne                                  | D 0 - 2                                  | Éliminatoires de l'Euro 2008             | Ajax Amsterdam                           | Titulaire.                                                                      |
| 6                                        | 21 novembre 2007                         | Stade Tofiq-Béhramov, Bakou, Azerbaïdjan                    | Azerbaïdjan                              | V 1 - 0                                  | Éliminatoires de l'Euro 2008             | Ajax Amsterdam                           | Titulaire.                                                                      |
| 7                                        | 26 mars 2008                             | Stade Roi Baudouin, Bruxelles, Belgique                     | Maroc                                    | D 1 - 4                                  | Match amical                             | Ajax Amsterdam                           | Titulaire.                                                                      |
| 8                                        | 30 mai 2008                              | Stade Artemio-Franchi, Florence, Italie                     | Italie                                   | D 1 - 3                                  | Match amical                             | Ajax Amsterdam                           | Titulaire.                                                                      |
| 9                                        | 6 septembre 2008                         | Stade Maurice-Dufrasne, Liège, Belgique                     | Estonie                                  | V 3 - 2                                  | Éliminatoires de la Coupe du monde 2010  | Ajax Amsterdam                           | Titulaire.                                                                      |
| 10                                       | 10 septembre 2008                        | Stade Şükrü Saracoğlu, Istanbul, Turquie                    | Turquie                                  | N 1 - 1                                  | Éliminatoires de la Coupe du monde 2010  | Ajax Amsterdam                           | Titulaire.                                                                      |
| 11                                       | 11 octobre 2008                          | Stade Roi Baudouin, Bruxelles, Belgique                     | Arménie                                  | V 2 - 0                                  | Éliminatoires de la Coupe du monde 2010  | Ajax Amsterdam                           | Titulaire.                                                                      |
| 12                                       | 15 octobre 2008                          | Stade Roi Baudouin, Bruxelles, Belgique                     | Espagne                                  | D 1 - 2                                  | Éliminatoires de la Coupe du monde 2010  | Ajax Amsterdam                           | Titulaire, écope d'un carton jaune à la 82e minute de jeu.                      |
| 13                                       | 19 novembre 2008                         | Stade Josy-Barthel, Luxembourg, Luxembourg                  | Luxembourg                               | N 1 - 1                                  | Match amical                             | Ajax Amsterdam                           | Titulaire, remplacé par Jelle Van Damme à la 46e minute de jeu.                 |
| 14                                       | 11 février 2009                          | Cristal Arena, Genk, Belgique                               | Slovénie                                 | V 2 - 0                                  | Match amical                             | Ajax Amsterdam                           | Titulaire, remplacé par Jeroen Simaeys à la 87e minute de jeu.                  |
| 15                                       | 12 août 2009                             | Na Stínadlech, Teplice, Tchéquie                            | Tchéquie                                 | D 1 - 3                                  | Match amical                             | Ajax Amsterdam                           | Titulaire et buteur, remplacé par Toby Alderweireld à la 87e minute de jeu.     |
| 16                                       | 5 septembre 2009                         | Stade de Riazor, La Corogne, Espagne                        | Espagne                                  | D 1 - 3                                  | Éliminatoires de la Coupe du monde 2010  | Ajax Amsterdam                           | Titulaire, remplacé par Olivier Deschacht à la 29e minute de jeu.               |
| 17                                       | 10 octobre 2009                          | Stade Roi Baudouin, Bruxelles, Belgique                     | Turquie                                  | V 2 - 0                                  | Éliminatoires de la Coupe du monde 2010  | Ajax Amsterdam                           | Titulaire.                                                                      |
| 18                                       | 14 octobre 2009                          | A. Le Coq Arena, Tallinn, Estonie                           | Estonie                                  | D 0 - 2                                  | Éliminatoires de la Coupe du monde 2010  | Ajax Amsterdam                           | Titulaire.                                                                      |
| 19                                       | 14 novembre 2009                         | Stade Jules-Otten, Gand, Belgique                           | Hongrie                                  | V 3 - 0                                  | Match amical                             | Ajax Amsterdam                           | Titulaire.                                                                      |
| 20                                       | 17 novembre 2009                         | Stade Louis-Dugauguez, Sedan, France                        | Qatar                                    | V 2 - 0                                  | Match amical                             | Ajax Amsterdam                           | Titulaire.                                                                      |
| 21                                       | 3 mars 2010                              | Stade Roi Baudouin, Bruxelles, Belgique                     | Croatie                                  | D 0 - 1                                  | Match amical                             | Ajax Amsterdam                           | Titulaire, écope d'un carton jaune à la 68e minute de jeu.                      |
| 22                                       | 19 mai 2010                              | Stade Roi Baudouin, Bruxelles, Belgique                     | Bulgarie                                 | V 2 - 1                                  | Match amical                             | Ajax Amsterdam                           | Titulaire, remplacé par Bernd Thijs à la 46e minute de jeu.                     |
| 23                                       | 11 août 2010                             | Veritas Stadion, Turku, Finlande                            | Finlande                                 | D 0 - 1                                  | Match amical                             | Ajax Amsterdam                           | Titulaire.                                                                      |
| 24                                       | 3 septembre 2010                         | Stade Roi Baudouin, Bruxelles, Belgique                     | Allemagne                                | D 0 - 1                                  | Éliminatoires de l'Euro 2012             | Ajax Amsterdam                           | Titulaire.                                                                      |
| 25                                       | 7 septembre 2010                         | Stade Şükrü Saracoğlu, Istanbul, Turquie                    | Turquie                                  | D 2 - 3                                  | Éliminatoires de l'Euro 2012             | Ajax Amsterdam                           | Titulaire.                                                                      |
| 26                                       | 12 octobre 2010                          | Stade Roi Baudouin, Bruxelles, Belgique                     | Autriche                                 | N 4 - 4                                  | Éliminatoires de l'Euro 2012             | Ajax Amsterdam                           | Titulaire.                                                                      |
| 27                                       | 17 novembre 2010                         | Stade central (en), Voronej, Russie                         | Russie                                   | V 2 - 0                                  | Match amical                             | Ajax Amsterdam                           | Titulaire.                                                                      |
| 28                                       | 9 février 2011                           | Stade Jules-Otten, Gand, Belgique                           | Finlande                                 | N 1 - 1                                  | Match amical                             | Ajax Amsterdam                           | Titulaire.                                                                      |
| 29                                       | 25 mars 2011                             | Stade Ernst-Happel, Vienne, Autriche                        | Autriche                                 | V 2 - 0                                  | Éliminatoires de l'Euro 2012             | Ajax Amsterdam                           | Titulaire.                                                                      |
| 30                                       | 29 mars 2011                             | Stade Roi Baudouin, Bruxelles, Belgique                     | Azerbaïdjan                              | V 4 - 1                                  | Éliminatoires de l'Euro 2012             | Ajax Amsterdam                           | Titulaire et buteur.                                                            |
| 31                                       | 3 juin 2011                              | Stade Roi Baudouin, Bruxelles, Belgique                     | Turquie                                  | N 1 - 1                                  | Éliminatoires de l'Euro 2012             | Ajax Amsterdam                           | Titulaire, remplacé par Thomas Vermaelen à la 46e minute de jeu.                |
| 32                                       | 2 septembre 2011                         | Stade Tofiq-Béhramov, Bakou, Azerbaïdjan                    | Azerbaïdjan                              | N 1 - 1                                  | Éliminatoires de l'Euro 2012             | Ajax Amsterdam                           | Titulaire.                                                                      |
| 33                                       | 7 octobre 2011                           | Stade Roi Baudouin, Bruxelles, Belgique                     | Kazakhstan                               | V 4 - 1                                  | Éliminatoires de l'Euro 2012             | Ajax Amsterdam                           | Titulaire.                                                                      |
| 34                                       | 11 octobre 2011                          | Esprit Arena, Düsseldorf, Allemagne                         | Allemagne                                | D 1 - 3                                  | Éliminatoires de l'Euro 2012             | Ajax Amsterdam                           | Titulaire.                                                                      |
| 35                                       | 11 novembre 2011                         | Stade Maurice-Dufrasne, Liège, Belgique                     | Roumanie                                 | V 2 - 1                                  | Match amical                             | Ajax Amsterdam                           | Titulaire.                                                                      |
| 36                                       | 29 février 2012                          | Stade Pankritio, Héraklion, Grèce                           | Grèce                                    | N 1 - 1                                  | Match amical                             | Ajax Amsterdam                           | Entre en jeu à la place de Kevin Mirallas à la 64e minute de jeu.               |
| 37                                       | 25 mai 2012                              | Stade Roi Baudouin, Bruxelles, Belgique                     | Monténégro                               | N 2 - 2                                  | Match amical                             | Ajax Amsterdam                           | Titulaire et capitaine.                                                         |
| 38                                       | 2 juin 2012                              | Stade de Wembley, Londres, Angleterre                       | Angleterre                               | D 0 - 1                                  | Match amical                             | Ajax Amsterdam                           | Titulaire.                                                                      |
| 39                                       | 15 août 2012                             | Stade Roi Baudouin, Bruxelles, Belgique                     | Pays-Bas                                 | V 4 - 2                                  | Match amical                             | Tottenham Hotspur                        | Titulaire et buteur.                                                            |
| 40                                       | 7 septembre 2012                         | Cardiff City Stadium, Cardiff, Pays de Galles               | Pays de Galles                           | V 2 - 0                                  | Éliminatoires de la Coupe du monde 2014  | Tottenham Hotspur                        | Titulaire et buteur, écope d'un carton jaune à la 89e minute de jeu.            |
| 41                                       | 11 septembre 2012                        | Stade Roi Baudouin, Bruxelles, Belgique                     | Croatie                                  | N 1 - 1                                  | Éliminatoires de la Coupe du monde 2014  | Tottenham Hotspur                        | Titulaire.                                                                      |
| 42                                       | 12 octobre 2012                          | Stade de l'Étoile rouge, Belgrade, Serbie                   | Serbie                                   | V 3 - 0                                  | Éliminatoires de la Coupe du monde 2014  | Tottenham Hotspur                        | Titulaire.                                                                      |
| 43                                       | 16 octobre 2012                          | Stade Roi Baudouin, Bruxelles, Belgique                     | Écosse                                   | V 2 - 0                                  | Éliminatoires de la Coupe du monde 2014  | Tottenham Hotspur                        | Titulaire.                                                                      |
| 44                                       | 14 novembre 2012                         | Arena Națională, Bucarest, Roumanie                         | Roumanie                                 | D 1 - 2                                  | Match amical                             | Tottenham Hotspur                        | Titulaire.                                                                      |
| 45                                       | 6 février 2013                           | Stade Jan-Breydel, Bruges, Belgique                         | Slovaquie                                | V 2 - 1                                  | Match amical                             | Tottenham Hotspur                        | Titulaire et capitaine.                                                         |
| 46                                       | 22 mars 2013                             | Stade national Philippe II, Skopje, ARY de Macédoine        | Macédoine                                | V 2 - 0                                  | Éliminatoires de la Coupe du monde 2014  | Tottenham Hotspur                        | Titulaire.                                                                      |
| 47                                       | 26 mars 2013                             | Stade Roi Baudouin, Bruxelles, Belgique                     | Macédoine                                | V 1 - 0                                  | Éliminatoires de la Coupe du monde 2014  | Tottenham Hotspur                        | Titulaire.                                                                      |
| 48                                       | 29 mai 2013                              | FirstEnergy Stadium, Cleveland, États-Unis                  | États-Unis                               | V 4 - 2                                  | Match amical                             | Tottenham Hotspur                        | Titulaire.                                                                      |
| 49                                       | 7 juin 2013                              | Stade Roi Baudouin, Bruxelles, Belgique                     | Serbie                                   | V 2 - 1                                  | Éliminatoires de la Coupe du monde 2014  | Tottenham Hotspur                        | Titulaire.                                                                      |
| 50                                       | 6 septembre 2013                         | Hampden Park, Glasgow, Écosse                               | Écosse                                   | V 2 - 0                                  | Éliminatoires de la Coupe du monde 2014  | Tottenham Hotspur                        | Titulaire et capitaine.                                                         |
| 51                                       | 11 octobre 2013                          | Stade Maksimir, Zagreb, Croatie                             | Croatie                                  | V 2 - 1                                  | Éliminatoires de la Coupe du monde 2014  | Tottenham Hotspur                        | Titulaire et capitaine.                                                         |
| 52                                       | 15 octobre 2013                          | Stade Roi Baudouin, Bruxelles, Belgique                     | Pays de Galles                           | N 1 - 1                                  | Éliminatoires de la Coupe du monde 2014  | Tottenham Hotspur                        | Entre en jeu à la place de Daniel Van Buyten à la 72e minute de jeu.            |
| 53                                       | 14 novembre 2013                         | Stade Roi Baudouin, Bruxelles, Belgique                     | Colombie                                 | D 0 - 2                                  | Match amical                             | Tottenham Hotspur                        | Titulaire.                                                                      |
| 54                                       | 19 novembre 2013                         | Stade Roi Baudouin, Bruxelles, Belgique                     | Japon                                    | D 2 - 3                                  | Match amical                             | Tottenham Hotspur                        | Titulaire.                                                                      |
| 55                                       | 5 mars 2014                              | Stade Roi Baudouin, Bruxelles, Belgique                     | Côte d'Ivoire                            | N 2 - 2                                  | Match amical                             | Tottenham Hotspur                        | Titulaire, remplacé par Sébastien Pocognoli à la 83e minute de jeu.             |
| 56                                       | 26 mai 2014                              | Cristal Arena, Genk, Belgique                               | Luxembourg                               | V 5 - 1                                  | Match amical                             | Tottenham Hotspur                        | Titulaire, remplacé par Nicolas Lombaerts à la 77e minute de jeu.               |
| 57                                       | 7 juin 2014                              | Stade Roi Baudouin, Bruxelles, Belgique                     | Tunisie                                  | V 1 - 0                                  | Match amical                             | Tottenham Hotspur                        | Titulaire, écope d'un carton jaune à la 45e minute de jeu.                      |
| 58                                       | 17 juin 2014                             | Mineirão, Belo Horizonte, Brésil                            | Algérie                                  | V 2 - 1                                  | Coupe du monde 2014                      | Tottenham Hotspur                        | Titulaire, écope d'un carton jaune à la 24e minute de jeu.                      |
| 59                                       | 22 juin 2014                             | Stade Maracanã, Rio de Janeiro, Brésil                      | Russie                                   | V 1 - 0                                  | Coupe du monde 2014                      | Tottenham Hotspur                        | Entre en jeu à la place de Thomas Vermaelen à la 31e minute de jeu.             |
| 60                                       | 26 juin 2014                             | Arena Corinthians, São Paulo, Brésil                        | Corée du Sud                             | V 1 - 0                                  | Coupe du monde 2014                      | Tottenham Hotspur                        | Titulaire, capitaine et buteur.                                                 |
| 61                                       | 1er juillet 2014                         | Itaipava Arena Fonte Nova, Salvador de Bahia, Brésil        | États-Unis                               | V 2 - 1 a.p.                             | Coupe du monde 2014                      | Tottenham Hotspur                        | Titulaire.                                                                      |
| 62                                       | 5 juillet 2014                           | Stade national de Brasilia Mané Garrincha, Brasilia, Brésil | Argentine                                | D 0 - 1                                  | Coupe du monde 2014                      | Tottenham Hotspur                        | Titulaire.                                                                      |
| 63                                       | 4 septembre 2014                         | Stade Maurice-Dufrasne, Liège, Belgique                     | Australie                                | V 2 - 0                                  | Match amical                             | Tottenham Hotspur                        | Titulaire, remplacé par Guillaume Gillet à la 89e minute de jeu.                |
| 64                                       | 10 octobre 2014                          | Stade Roi Baudouin, Bruxelles, Belgique                     | Andorre                                  | V 6 - 0                                  | Éliminatoires de l'Euro 2016             | Tottenham Hotspur                        | Titulaire.                                                                      |
| 65                                       | 13 octobre 2014                          | Stade Bilino-Polje, Zenica, Bosnie-Herzégovine              | Bosnie-Herzégovine                       | N 1 - 1                                  | Éliminatoires de l'Euro 2016             | Tottenham Hotspur                        | Titulaire.                                                                      |
| 66                                       | 12 novembre 2014                         | Stade Roi Baudouin, Bruxelles, Belgique                     | Islande                                  | V 3 - 1                                  | Match amical                             | Tottenham Hotspur                        | Titulaire et capitaine.                                                         |
| 67                                       | 16 novembre 2014                         | Stade Roi Baudouin, Bruxelles, Belgique                     | Pays de Galles                           | N 0 - 0                                  | Éliminatoires de l'Euro 2016             | Tottenham Hotspur                        | Titulaire et capitaine.                                                         |
| 68                                       | 28 mars 2015                             | Stade Roi Baudouin, Bruxelles, Belgique                     | Chypre                                   | V 5 - 0                                  | Éliminatoires de l'Euro 2016             | Tottenham Hotspur                        | Titulaire.                                                                      |
| 69                                       | 31 mars 2015                             | Stade Teddy, Jérusalem, Israël                              | Israël                                   | V 1 - 0                                  | Éliminatoires de l'Euro 2016             | Tottenham Hotspur                        | Titulaire.                                                                      |
| 70                                       | 7 juin 2015                              | Stade de France, Saint-Denis, France                        | France                                   | V 4 - 3                                  | Match amical                             | Tottenham Hotspur                        | Titulaire.                                                                      |
| 71                                       | 12 juin 2015                             | Cardiff City Stadium, Cardiff, Pays de Galles               | Pays de Galles                           | D 0 - 1                                  | Éliminatoires de l'Euro 2016             | Tottenham Hotspur                        | Titulaire.                                                                      |
| 72                                       | 3 septembre 2015                         | Stade Roi Baudouin, Bruxelles, Belgique                     | Bosnie-Herzégovine                       | V 3 - 1                                  | Éliminatoires de l'Euro 2016             | Tottenham Hotspur                        | Titulaire.                                                                      |
| 73                                       | 6 septembre 2015                         | Stade GSP, Nicosie, Chypre                                  | Chypre                                   | V 1 - 0                                  | Éliminatoires de l'Euro 2016             | Tottenham Hotspur                        | Titulaire.                                                                      |
| 74                                       | 10 octobre 2015                          | Estadi Nacional, Andorre-la-Vieille, Andorre                | Andorre                                  | V 4 - 1                                  | Éliminatoires de l'Euro 2016             | Tottenham Hotspur                        | Titulaire, écope d'un carton jaune à la 50e minute de jeu.                      |
| 75                                       | 13 octobre 2015                          | Stade Roi Baudouin, Bruxelles, Belgique                     | Israël                                   | V 3 - 1                                  | Éliminatoires de l'Euro 2016             | Tottenham Hotspur                        | Titulaire, écope d'un carton jaune à la 45e minute de jeu.                      |
| 76                                       | 13 novembre 2015                         | Stade Roi Baudouin, Bruxelles, Belgique                     | Italie                                   | V 3 - 1                                  | Match amical                             | Tottenham Hotspur                        | Titulaire et buteur, écope d'un carton jaune à la 25e minute de jeu.            |
| 77                                       | 28 mai 2016                              | Stade de Genève, Carouge, Suisse                            | Suisse                                   | V 2 - 1                                  | Match amical                             | Tottenham Hotspur                        | Titulaire.                                                                      |
| 78                                       | 1er juin 2016                            | Stade Roi Baudouin, Bruxelles, Belgique                     | Finlande                                 | N 1 - 1                                  | Match amical                             | Tottenham Hotspur                        | Titulaire.                                                                      |
| 79                                       | 5 juin 2016                              | Stade Roi Baudouin, Bruxelles, Belgique                     | Norvège                                  | V 3 - 2                                  | Match amical                             | Tottenham Hotspur                        | Titulaire.                                                                      |
| 80                                       | 13 juin 2016                             | Parc Olympique lyonnais, Décines-Charpieu, France           | Italie                                   | D 0 - 2                                  | Euro 2016                                | Tottenham Hotspur                        | Titulaire, écope d'un carton jaune à la 92e minute de jeu.                      |
| 81                                       | 18 juin 2016                             | Matmut Atlantique, Bordeaux, France                         | République d'Irlande                     | V 3 - 0                                  | Euro 2016                                | Tottenham Hotspur                        | Titulaire.                                                                      |
| 82                                       | 22 juin 2016                             | Allianz Riviera, Nice, France                               | Suède                                    | V 1 - 0                                  | Euro 2016                                | Tottenham Hotspur                        | Titulaire.                                                                      |
| 83                                       | 26 juin 2016                             | Stadium de Toulouse, Toulouse, France                       | Hongrie                                  | V 4 - 0                                  | Euro 2016                                | Tottenham Hotspur                        | Titulaire.                                                                      |
| 84                                       | 1er septembre 2016                       | Stade Roi Baudouin, Bruxelles, Belgique                     | Espagne                                  | D 0 - 2                                  | Match amical                             | Tottenham Hotspur                        | Titulaire.                                                                      |
| 85                                       | 6 septembre 2016                         | Stade GSP, Nicosie, Chypre                                  | Chypre                                   | V 3 - 0                                  | Éliminatoires de la Coupe du monde 2018  | Tottenham Hotspur                        | Titulaire.                                                                      |
| 86                                       | 7 octobre 2016                           | Stade Roi Baudouin, Bruxelles, Belgique                     | Bosnie-Herzégovine                       | V 4 - 0                                  | Éliminatoires de la Coupe du monde 2018  | Tottenham Hotspur                        | Titulaire.                                                                      |
| 87                                       | 10 octobre 2016                          | Stade de l'Algarve, Faro, Portugal                          | Gibraltar                                | V 6 - 0                                  | Éliminatoires de la Coupe du monde 2018  | Tottenham Hotspur                        | Titulaire.                                                                      |
| 88                                       | 9 novembre 2016                          | Amsterdam Arena, Amsterdam, Pays-Bas                        | Pays-Bas                                 | N 1 - 1                                  | Match amical                             | Tottenham Hotspur                        | Titulaire, écope d'un carton jaune à la 37e minute de jeu.                      |
| 89                                       | 13 novembre 2016                         | Stade Roi Baudouin, Bruxelles, Belgique                     | Estonie                                  | V 8 - 1                                  | Éliminatoires de la Coupe du monde 2018  | Tottenham Hotspur                        | Titulaire.                                                                      |
| 90                                       | 25 mars 2017                             | Stade Roi Baudouin, Bruxelles, Belgique                     | Grèce                                    | N 1 - 1                                  | Éliminatoires de la Coupe du monde 2018  | Tottenham Hotspur                        | Titulaire et capitaine.                                                         |
| 91                                       | 28 mars 2017                             | Stade olympique Ficht, Sotchi, Russie                       | Russie                                   | N 3 - 3                                  | Match amical                             | Tottenham Hotspur                        | Titulaire et capitaine.                                                         |
| 92                                       | 5 juin 2017                              | Stade Roi Baudouin, Bruxelles, Belgique                     | Tchéquie                                 | V 2 - 1                                  | Match amical                             | Tottenham Hotspur                        | Titulaire.                                                                      |
| 93                                       | 9 juin 2017                              | A. Le Coq Arena, Tallinn, Estonie                           | Estonie                                  | V 2 - 0                                  | Éliminatoires de la Coupe du monde 2018  | Tottenham Hotspur                        | Titulaire.                                                                      |
| 94                                       | 31 août 2017                             | Stade Maurice-Dufrasne, Liège, Belgique                     | Gibraltar                                | V 9 - 0                                  | Éliminatoires de la Coupe du monde 2018  | Tottenham Hotspur                        | Titulaire.                                                                      |
| 95                                       | 3 septembre 2017                         | Stade Karaïskakis, Le Pirée, Grèce                          | Grèce                                    | V 2 - 1                                  | Éliminatoires de la Coupe du monde 2018  | Tottenham Hotspur                        | Titulaire, capitaine et buteur.                                                 |
| 96                                       | 7 octobre 2017                           | Stade Grbavica, Sarajevo, Bosnie-Herzégovine                | Bosnie-Herzégovine                       | V 4 - 3                                  | Éliminatoires de la Coupe du monde 2018  | Tottenham Hotspur                        | Titulaire et buteur.                                                            |
| 97                                       | 10 octobre 2017                          | Stade Roi Baudouin, Bruxelles, Belgique                     | Chypre                                   | V 4 - 0                                  | Éliminatoires de la Coupe du monde 2018  | Tottenham Hotspur                        | Titulaire et capitaine.                                                         |
| 98                                       | 14 novembre 2017                         | Stade Jan-Breydel, Bruges, Belgique                         | Japon                                    | V 1 - 0                                  | Match amical                             | Tottenham Hotspur                        | Titulaire et capitaine.                                                         |
| 99                                       | 27 mars 2018                             | Stade Roi Baudouin, Bruxelles, Belgique                     | Arabie saoudite                          | V 4 - 0                                  | Match amical                             | Tottenham Hotspur                        | Titulaire.                                                                      |
| 100                                      | 2 juin 2018                              | Stade Roi Baudouin, Bruxelles, Belgique                     | Portugal                                 | N 0 - 0                                  | Match amical                             | Tottenham Hotspur                        | Titulaire.                                                                      |
| 101                                      | 6 juin 2018                              | Stade Roi Baudouin, Bruxelles, Belgique                     | Égypte                                   | V 3 - 0                                  | Match amical                             | Tottenham Hotspur                        | Titulaire, remplacé par Dedryck Boyata à la 81e minute de jeu.                  |
| 102                                      | 11 juin 2018                             | Stade Roi Baudouin, Bruxelles, Belgique                     | Costa Rica                               | V 4 - 1                                  | Match amical                             | Tottenham Hotspur                        | Titulaire.                                                                      |
| 103                                      | 18 juin 2018                             | Stade olympique Ficht, Sotchi, Russie                       | Panama                                   | V 3 - 0                                  | Coupe du monde 2018                      | Tottenham Hotspur                        | Titulaire, écope d'un carton jaune à la 59e minute de jeu.                      |
| 104                                      | 23 juin 2018                             | Otkrytie Arena, Moscou, Russie                              | Tunisie                                  | V 5 - 2                                  | Coupe du monde 2018                      | Tottenham Hotspur                        | Titulaire.                                                                      |
| 105                                      | 2 juillet 2018                           | Rostov Arena, Rostov-sur-le-Don, Russie                     | Japon                                    | V 3 - 2                                  | Coupe du monde 2018                      | Tottenham Hotspur                        | Titulaire et buteur.                                                            |
| 106                                      | 6 juillet 2018                           | Kazan Arena, Kazan, Russie                                  | Brésil                                   | V 2 - 1                                  | Coupe du monde 2018                      | Tottenham Hotspur                        | Titulaire.                                                                      |
| 107                                      | 10 juillet 2018                          | Zenit Arena, Saint-Pétersbourg, Russie                      | France                                   | D 0 - 1                                  | Coupe du monde 2018                      | Tottenham Hotspur                        | Titulaire, écope d'un carton jaune à la 94e minute de jeu.                      |
| 108                                      | 14 juillet 2018                          | Zenit Arena, Saint-Pétersbourg, Russie                      | Angleterre                               | V 2 - 0                                  | Coupe du monde 2018                      | Tottenham Hotspur                        | Titulaire.                                                                      |
| 109                                      | 7 septembre 2018                         | Hampden Park, Glasgow, Écosse                               | Écosse                                   | V 4 - 0                                  | Match amical                             | Tottenham Hotspur                        | Titulaire.                                                                      |
| 110                                      | 11 septembre 2018                        | Laugardalsvöllur, Reykjavik, Islande                        | Islande                                  | V 3 - 0                                  | Ligue des nations 2018-2019              | Tottenham Hotspur                        | Titulaire.                                                                      |
| 111                                      | 21 mars 2019                             | Stade Roi Baudouin, Bruxelles, Belgique                     | Russie                                   | V 3 - 1                                  | Éliminatoires de l'Euro 2020             | Tottenham Hotspur                        | Titulaire.                                                                      |
| 112                                      | 24 mars 2019                             | Stade GSP, Nicosie, Chypre                                  | Chypre                                   | V 2 - 0                                  | Éliminatoires de l'Euro 2020             | Tottenham Hotspur                        | Titulaire.                                                                      |
| 113                                      | 8 juin 2019                              | Stade Roi Baudouin, Bruxelles, Belgique                     | Kazakhstan                               | V 3 - 0                                  | Éliminatoires de l'Euro 2020             | Tottenham Hotspur                        | Titulaire.                                                                      |
| 114                                      | 11 juin 2019                             | Stade Roi Baudouin, Bruxelles, Belgique                     | Écosse                                   | V 3 - 0                                  | Éliminatoires de l'Euro 2020             | Tottenham Hotspur                        | Titulaire.                                                                      |
| 115                                      | 6 septembre 2019                         | Stadio Olimpico, Serravalle, Saint-Marin                    | Saint-Marin                              | V 4 - 0                                  | Éliminatoires de l'Euro 2020             | Tottenham Hotspur                        | Titulaire.                                                                      |
| 116                                      | 9 septembre 2019                         | Hampden Park, Glasgow, Écosse                               | Écosse                                   | V 4 - 0                                  | Éliminatoires de l'Euro 2020             | Tottenham Hotspur                        | Titulaire.                                                                      |
| 117                                      | 10 octobre 2019                          | Stade Roi Baudouin, Bruxelles, Belgique                     | Saint-Marin                              | V 9 - 0                                  | Éliminatoires de l'Euro 2020             | Tottenham Hotspur                        | Titulaire.                                                                      |
| 118                                      | 13 octobre 2019                          | Astana Arena, Noursoultan, Kazakhstan                       | Kazakhstan                               | V 2 - 0                                  | Éliminatoires de l'Euro 2020             | Tottenham Hotspur                        | Titulaire.                                                                      |
| 119                                      | 5 septembre 2020                         | Parken Stadium, Copenhague, Danemark                        | Danemark                                 | V 2 - 0                                  | Ligue des nations 2020-2021              | SL Benfica                               | Titulaire et capitaine.                                                         |
| 120                                      | 8 septembre 2020                         | Stade Roi Baudouin, Bruxelles, Belgique                     | Islande                                  | V 5 - 1                                  | Ligue des nations 2020-2021              | SL Benfica                               | Titulaire.                                                                      |
| 121                                      | 11 novembre 2020                         | Stade Den Dreef, Louvain, Belgique                          | Suisse                                   | V 2 - 1                                  | Match amical                             | SL Benfica                               | Titulaire et capitaine, remplacé par Hannes Delcroix à la 58e minute de jeu.    |
| 122                                      | 15 novembre 2020                         | Stade Den Dreef, Louvain, Belgique                          | Angleterre                               | V 2 - 0                                  | Ligue des nations 2020-2021              | SL Benfica                               | Titulaire et capitaine.                                                         |
| 123                                      | 18 novembre 2020                         | Stade Den Dreef, Louvain, Belgique                          | Danemark                                 | V 4 - 2                                  | Ligue des nations 2020-2021              | SL Benfica                               | Titulaire et capitaine, remplacé par Dedryck Boyata à la 91e minute de jeu.     |
| 124                                      | 24 mars 2021                             | Stade Den Dreef, Louvain, Belgique                          | Pays de Galles                           | V 3 - 1                                  | Éliminatoires de la Coupe du monde 2022  | SL Benfica                               | Titulaire et capitaine.                                                         |
| 125                                      | 27 mars 2021                             | Sinobo Stadium, Prague, Tchéquie                            | Tchéquie                                 | N 1 - 1                                  | Éliminatoires de la Coupe du monde 2022  | SL Benfica                               | Titulaire et capitaine, écope d'un carton jaune à la 72e minute de jeu.         |
| 126                                      | 30 mars 2021                             | Stade Den Dreef, Louvain, Belgique                          | Biélorussie                              | V 8 - 0                                  | Éliminatoires de la Coupe du monde 2022  | SL Benfica                               | Titulaire et capitaine, remplacé par Leander Dendoncker à la 64e minute de jeu. |
| 127                                      | 6 juin 2021                              | Stade Roi Baudouin, Bruxelles, Belgique                     | Croatie                                  | V 1 - 0                                  | Match amical                             | SL Benfica                               | Titulaire et capitaine, remplacé par Thomas Vermaelen à la 46e minute de jeu.   |
| 128                                      | 12 juin 2021                             | Gazprom Arena, Saint-Pétersbourg, Russie                    | Russie                                   | V 3 - 0                                  | Euro 2020                                | SL Benfica                               | Titulaire et capitaine, remplacé par Thomas Vermaelen à la 77e minute de jeu.   |
| 129                                      | 17 juin 2021                             | Parken Stadium, Copenhague, Danemark                        | Danemark                                 | V 2 - 1                                  | Euro 2020                                | SL Benfica                               | Titulaire et capitaine.                                                         |
| 130                                      | 27 juin 2021                             | Stade La Cartuja, Séville, Espagne                          | Portugal                                 | V 1 - 0                                  | Euro 2020                                | SL Benfica                               | Titulaire.                                                                      |
| 131                                      | 2 juillet 2021                           | Allianz Arena, Munich, Allemagne                            | Italie                                   | D 1 - 2                                  | Euro 2020                                | SL Benfica                               | Titulaire et capitaine.                                                         |
| 132                                      | 5 septembre 2021                         | Stade Roi Baudouin, Bruxelles, Belgique                     | Tchéquie                                 | V 3 - 0                                  | Éliminatoires de la Coupe du monde 2022  | SL Benfica                               | Titulaire, écope d'un carton jaune à la 19e minute de jeu.                      |
| 133                                      | 7 octobre 2021                           | Juventus Stadium, Turin, Italie                             | France                                   | D 2 - 3                                  | Ligue des nations 2020-2021              | SL Benfica                               | Titulaire, écope d'un carton jaune à la 67e minute de jeu.                      |
| 134                                      | 10 octobre 2021                          | Juventus Stadium, Turin, Italie                             | Italie                                   | D 1 - 2                                  | Ligue des nations 2020-2021              | SL Benfica                               | Titulaire et capitaine, écope d'un carton jaune à la 14e minute de jeu.         |
| 135                                      | 13 novembre 2021                         | Stade Roi Baudouin, Bruxelles, Belgique                     | Estonie                                  | V 3 - 1                                  | Éliminatoires de la Coupe du monde 2022  | SL Benfica                               | Titulaire.                                                                      |
| 136                                      | 16 novembre 2021                         | Cardiff City Stadium, Cardiff, Pays de Galles               | Pays de Galles                           | N 1 - 1                                  | Éliminatoires de la Coupe du monde 2022  | SL Benfica                               | Entre en jeu à la place de Arthur Theate à la 85e minute de jeu.                |
| 137                                      | 3 juin 2022                              | Stade Roi Baudouin, Bruxelles, Belgique                     | Pays-Bas                                 | D 1 - 4                                  | Ligue des nations 2022-2023              | SL Benfica                               | Titulaire.                                                                      |
| 138                                      | 8 juin 2022                              | Stade Roi Baudouin, Bruxelles, Belgique                     | Pologne                                  | V 6 - 1                                  | Ligue des nations 2022-2023              | SL Benfica                               | Titulaire.                                                                      |
| 139                                      | 14 juin 2022                             | Stade national, Varsovie, Pologne                           | Pologne                                  | V 1 - 0                                  | Ligue des nations 2022-2023              | SL Benfica                               | Titulaire.                                                                      |
| 140                                      | 22 septembre 2022                        | Stade Roi Baudouin, Bruxelles, Belgique                     | Pays de Galles                           | V 2 - 1                                  | Ligue des nations 2022-2023              | RSC Anderlecht                           | Titulaire.                                                                      |
| 141                                      | 25 septembre 2022                        | Johan Cruyff Arena, Amsterdam, Pays-Bas                     | Pays-Bas                                 | D 0 - 1                                  | Ligue des nations 2022-2023              | RSC Anderlecht                           | Titulaire.                                                                      |
| 142                                      | 18 novembre 2022                         | Stade international Jaber Al-Ahmad (en), Koweït, Koweït     | Égypte                                   | D 1 - 2                                  | Match amical                             | RSC Anderlecht                           | Entre en jeu à la place de Arthur Theate à la 71e minute de jeu.                |
| 143                                      | 23 novembre 2022                         | Stade Ahmed-ben-Ali, Al Rayyan, Qatar                       | Canada                                   | V 1 - 0                                  | Coupe du monde 2022                      | RSC Anderlecht                           | Titulaire.                                                                      |
| 144                                      | 27 novembre 2022                         | Stade d'Al-Thumama, Doha, Qatar                             | Maroc                                    | D 0 - 2                                  | Coupe du monde 2022                      | RSC Anderlecht                           | Titulaire.                                                                      |
| 145                                      | 1er décembre 2022                        | Stade Ahmed-ben-Ali, Al Rayyan, Qatar                       | Croatie                                  | N 0 - 0                                  | Coupe du monde 2022                      | RSC Anderlecht                           | Titulaire.                                                                      |
| 146                                      | 24 mars 2023                             | Friends Arena, Solna, Suède                                 | Suède                                    | V 3 - 0                                  | Éliminatoires de l'Euro 2024             | RSC Anderlecht                           | Titulaire.                                                                      |
| 147                                      | 28 mars 2023                             | RheinEnergieStadion, Cologne, Allemagne                     | Allemagne                                | V 3 - 2                                  | Match amical                             | RSC Anderlecht                           | Titulaire, remplacé par Alexis Saelemaekers à la 46e minute de jeu.             |
| 148                                      | 20 juin 2023                             | A. Le Coq Arena, Tallinn, Estonie                           | Estonie                                  | V 3 - 0                                  | Éliminatoires de l'Euro 2024             | RSC Anderlecht                           | Titulaire, remplacé par Ameen Al-Dakhil à la 57e minute de jeu.                 |
| 149                                      | 9 septembre 2023                         | Dalga Arena, Bakou, Azerbaïdjan                             | Azerbaïdjan                              | V 1 - 0                                  | Éliminatoires de l'Euro 2024             | RSC Anderlecht                           | Titulaire.                                                                      |
| 150                                      | 12 septembre 2023                        | Stade Roi Baudouin, Bruxelles, Belgique                     | Estonie                                  | V 5 - 0                                  | Éliminatoires de l'Euro 2024             | RSC Anderlecht                           | Titulaire et buteur, remplacé par Zeno Debast à la 84e minute de jeu.           |
| 151                                      | 13 octobre 2023                          | Stade Ernst-Happel, Vienne, Autriche                        | Autriche                                 | V 3 - 2                                  | Éliminatoires de l'Euro 2024             | RSC Anderlecht                           | Titulaire.                                                                      |
| 152                                      | 16 octobre 2023                          | Stade Roi Baudouin, Bruxelles, Belgique                     | Suède                                    | N 1 - 1                                  | Éliminatoires de l'Euro 2024             | RSC Anderlecht                           | Titulaire.                                                                      |
| 153                                      | 19 novembre 2023                         | Stade Roi Baudouin, Bruxelles, Belgique                     | Azerbaïdjan                              | V 5 - 0                                  | Éliminatoires de l'Euro 2024             | RSC Anderlecht                           | Titulaire, remplacé par Ameen Al-Dakhil à la 83e minute de jeu.                 |
| 154                                      | 26 mars 2024                             | Stade de Wembley, Londres, Angleterre                       | Angleterre                               | N 2 - 2                                  | Match amical                             | RSC Anderlecht                           | Titulaire.                                                                      |
| 155                                      | 22 juin 2024                             | Stade de Cologne, Cologne, Allemagne                        | Roumanie                                 | V 2 - 0                                  | Euro 2024                                | RSC Anderlecht                           | Titulaire.                                                                      |
| 156                                      | 26 juin 2024                             | Stuttgart Arena, Stuttgart, Allemagne                       | Ukraine                                  | N 0 - 0                                  | Euro 2024                                | RSC Anderlecht                           | Titulaire.                                                                      |
| 157                                      | 1er juillet 2024                         | Düsseldorf Arena, Düsseldorf, Allemagne                     | France                                   | D 0 - 1                                  | Euro 2024                                | RSC Anderlecht                           | Titulaire et buteur contre son camp.                                            |

### Buts internationaux
| Buts internationaux de Jan Vertonghen, | Buts internationaux de Jan Vertonghen, | Buts internationaux de Jan Vertonghen,        | Buts internationaux de Jan Vertonghen, | Buts internationaux de Jan Vertonghen, | Buts internationaux de Jan Vertonghen,  | Buts internationaux de Jan Vertonghen, | Buts internationaux de Jan Vertonghen, | Buts internationaux de Jan Vertonghen, | Buts internationaux de Jan Vertonghen, |
| #                                      | Date                                   | Lieu                                          | Adversaire                             | Résultat                               | Compétition                             | Détail                                 | Détail                                 | Détail                                 | Cape                                   |
| -------------------------------------- | -------------------------------------- | --------------------------------------------- | -------------------------------------- | -------------------------------------- | --------------------------------------- | -------------------------------------- | -------------------------------------- | -------------------------------------- | -------------------------------------- |
| 1                                      | 12 août 2009                           | Na Stínadlech, Teplice, Tchéquie              | Tchéquie                               | D 1 - 3                                | Match amical                            | 11e                                    | du pied gauche                         | 0-1                                    | 15e                                    |
| 2                                      | 29 mars 2011                           | Stade Roi Baudouin, Bruxelles, Belgique       | Azerbaïdjan                            | V 4 - 1                                | Éliminatoires de l'Euro 2012            | 12e                                    | du pied gauche                         | 1-0                                    | 30e                                    |
| 3                                      | 15 août 2012                           | Stade Roi Baudouin, Bruxelles, Belgique       | Pays-Bas                               | V 4 - 2                                | Match amical                            | 80e                                    | du pied droit                          | 4-2                                    | 39e                                    |
| 4                                      | 7 septembre 2012                       | Cardiff City Stadium, Cardiff, Pays de Galles | Pays de Galles                         | V 2 - 0                                | Éliminatoires de la Coupe du monde 2014 | 83e                                    | du pied gauche                         | 0-2                                    | 40e                                    |
| 5                                      | 26 juin 2014                           | Arena Corinthians, São Paulo, Brésil          | Corée du Sud                           | V 1 - 0                                | Coupe du monde 2014                     | 78e                                    | du pied gauche                         | 0-1                                    | 58e                                    |
| 6                                      | 13 novembre 2015                       | Stade Roi Baudouin, Bruxelles, Belgique       | Italie                                 | V 3 - 1                                | Match amical                            | 13e                                    | de la tête                             | 1-1                                    | 74e                                    |
| 7                                      | 3 septembre 2017                       | Stade Karaïskakis, Le Pirée, Grèce            | Grèce                                  | V 2 - 1                                | Éliminatoires de la Coupe du monde 2018 | 70e                                    | du pied gauche                         | 0-1                                    | 92e                                    |
| 8                                      | 7 octobre 2017                         | Stade Grbavica, Sarajevo, Bosnie-Herzégovine  | Bosnie-Herzégovine                     | V 4 - 3                                | Éliminatoires de la Coupe du monde 2018 | 68e                                    | du pied droit                          | 2-3                                    | 93e                                    |
| 9                                      | 2 juillet 2018                         | Rostov Arena, Rostov-sur-le-Don, Russie       | Japon                                  | V 3 - 2                                | Coupe du monde 2018                     | 69e                                    | de la tête                             | 1-2                                    | 102e                                   |
| 10                                     | 12 septembre 2023                      | Stade Roi Baudouin, Bruxelles, Belgique       | Estonie                                | V 5 - 0                                | Éliminatoires de l'Euro 2024            | 4e                                     | de la tête                             | 1-0                                    | 150e                                   |

## Palmarès

### En club
|  |  | Ajax Amsterdam - Championnat des Pays-Bas (2) : - Champion : 2011 et 2012. - Vice-champion : 2008 et 2010. - Coupe des Pays-Bas (1) : - Vainqueur : 2010. - Finaliste : 2011. - Johan Cruijff Schaal : - Finaliste : 2010 et 2011. |  | Tottenham Hotspur - Championnat d'Angleterre : - Vice-champion : 2017. - Coupe de la Ligue : - Finaliste : 2015. - Ligue des champions : - Finaliste : 2019. |  | Benfica Lisbonne - Coupe du Portugal : - Finaliste : 2021. - Coupe de la Ligue : - Finaliste : 2022. |  | RSC Anderlecht - Coupe de Belgique : - Finaliste : 2025. |

### En sélections nationales
|  |  | Belgique olympique - Jeux olympiques : - Quatrième : 2008. |  | Belgique - Coupe du monde : - Troisième : 2018. - Ligue des nations : - Quatrième : 2021. |

### Distinctions personnelles
- Talent de l'Ajax Amsterdam de l'année en 2007-2008.
- Joueur de l'Ajax Amsterdam de l'année en 2011-2012.
- Meilleur joueur du Championnat des Pays-Bas en 2012.
- Joueur du mois de Premier League en mars 2013.
- Membre de l'équipe type de Premier League en 2013 et 2018.
- Membre de l'équipe type de la Ligue des Champions en 2019.
- Membre de la "125 Years Icons Team", la meilleure équipe de tous les temps de l'histoire du football belge (organisé par l'URBSFA)
- Recordman du nombre de sélection avec l'équipe de Belgique.